# Dolving
Dolving é uma comuna francesa na região administrativa de Grande Leste, no departamento de Mosela. Estende-se por uma área de 6,66 km². Em 2010 a comuna tinha 356 habitantes (densidade: 53,5 hab./km²).